# Osmothèque
L’Osmothèque, (du grec osmē « odeur » et thêkê « rangement ») est l'unique conservatoire traçant l’histoire de la parfumerie. Il est basé à Versailles et possède une antenne à New York,. Fondée en 1990 par Jean Kerléo et d’autres parfumeurs confirmés, comme Jean-Claude Ellena et Guy Robert, l’Osmothèque est responsable au niveau international de l'authentification, l'enregistrement, la conservation, la documentation et la reproduction de parfums, tous archivés dans leur formulation originale au dépôt Osmothèque et consultable par le public,. On y trouve un grand nombre de chefs-d’œuvre de la parfumerie, dont certains parfums rares (parce qu'ils ne sont plus produits ailleurs ou suivant la même formule) comme Le Chypre de Coty de François Coty (Coty), l'Eau de Cologne extra Vieille de Jean-Marie Farina (Farina) ou encore la Fougère royale de Paul Parquet (Houbigant). Sont aussi disponibles de nombreux parfums historiques comme ceux d'Élisabeth de Pologne, de Napoléon ou d'Eugénie de Montijo,. Depuis 2020, Thomas FONTAINE est le président du Conservatoire.

## Histoire
La création de ce premier conservatoire de parfum a initialement été proposée à la Société française des parfumeurs en 1976 par Jean Kerléo, parfumeur chez Jean Patou, afin d’enregistrer et de préserver l’histoire de la parfumerie. Il envisage de reconstituer divers classiques de la parfumerie abandonnés suivant leur formule originale avec la collaboration des parfumeurs et parfumeries les plus importants du monde. Un comité consultatif a été ainsi assemblé, composé d'experts comme Jean-François Blayn, Raymond Chaillan, Jean-Claude Ellena, Yuri Gutsatz, Jeannine Mongin, Raymond Pouliquen, Guy Robert et Henri Sebag.
Après avoir reproduit avec succès les parfums abandonnés de la marque Jean Patou, les formules du défunt F. Millot ont été confiées à Jean Kerléo et son équipe en 1986, parmi eux le classique Crêpe de Chine par Jean Desprez de 1925. Quand en 1988, le projet a reçu le soutien tant de la Chambre de commerce et d’industrie de Versailles-Val-d'Oise-Yvelines et le Comité Français du Parfum, une installation de stockage a été fournie dans les locaux de l'Institut Supérieur International du Parfum, de la Cosmétique et de l 'Aromatique alimentaire. L'Osmothèque a été officiellement fondée le 26 avril 1990 avec une première collection de 400 parfums comprenant des reproductions de l'Osmothèque et des produits fournis par des maisons de parfums comme Chanel, Guerlain ou Lanvin,.

## La collection

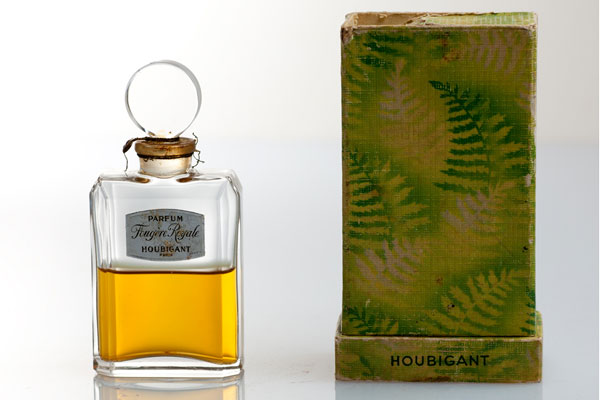
La Fougère Royale (Houbigant) de Paul Parquet - 1882

L'Osmothèque représente les plus grandes archives de parfum au monde, stockant plus de 5 000 parfums du présent et du passé (dont 800 disparus), pour la plupart dans leur formulation originale et préservés à une température constante sous atmosphère d'argon. Les parfums présents dans la collection sont, soit reconstitués à partir des formules archivées par les parfumeurs internes de l’Osmothèque (connus comme osmothécaires) soit fournis par des maisons de parfum externes, analysées et authentifiées par les archivistes osmothécaires. Comme des archives de dépôt légales, l'Osmothèque reçoit une provision de tous les nouveaux parfums produits en France et une grande partie du monde, en plus de ceux obtenus par son programme d'acquisition de compositions.
L'institution rassemble aussi une bibliothèque de matières utilisées en parfumerie, aussi bien des produits naturels que synthétiques, historiques ou contemporains. Une chambre forte, inaccessible au public, contient enfin les formules de parfum historiques. Le rôle d'archiviste en chef est actuellement rempli par Thomas Fontaine, président de l’Osmothèque depuis 2020, succédant ainsi à Jean Kerléo et Patricia de Nicolaï.
Dans les raretés que contient l’Osmothèque sont inclus des éléments de la parfumerie antique, comme le Parfum Royal des rois Parthes décrit par Pline l'Ancien au Ier siècle, des eaux médiévales de toilette du XIVe siècle comme l’Eau de Hongrie d'Élisabeth de Pologne et des poudres du XVIIIe siècle comme la Poudre de Chypre,.
La collection compte également des parfums du XIXe siècle des maisons comme Farina, Guerlain, Houbigant, Lubin, F. Millot, L.T. Piver et Roger & Gallet, y compris l'Eau de Cologne extra Vieille de Jean-Marie Farina de 1806 et l'Eau de Cologne impériale de Pierre-François Pascal Guerlain créé pour Eugénie de Montijo en 1853,. Dans la même période on trouve aussi l'eau de Cologne faite pour Napoléon en 1815 pendant son exil sur l’ile de Saint-Hélène,.
La plus grande partie des archives de l’Osmothèque est consacrée à la parfumerie moderne (commençant à la fin du XIXe siècle), présentant des chefs-d'œuvre originaux innombrables maintenant disparus ou reformulés, comme le Fruit défendu des parfums de Rosine créé par Henri Alméras, Le Chypre et Émeraude de François Coty, Le Tabac blond de Caron par Ernest Daltroff, Jicky d'Aimé Guerlain, Fougère Royale de Paul Parquet pour Houbigant ou encore Parfum Idéal (Houbigant),,. D’innombrables best-sellers sont aussi présents dans leurs formules originales tels que le No 5 de Chanel créé par Ernest Beaux, Shalimar de Jacques Guerlain ainsi que l’Eau sauvage de Christian Dior par Edmond Roudnitska,.

## Autres services
L'Osmothèque maintient un site internet actif qui présente ses activités.
Des conférences variées, destinées à la fois aux professionnels, chercheurs, étudiants et passionnés qu'au grand public, sont proposées à l’Osmothèque à Versailles, à Paris ou à l’Academy of Perfumery & Aromatics à New York,. En outre, l'Osmothèque organise régulièrement des expositions et des conférences en partenariat avec les musées du monde entier. 
L'Osmothèque publie également des livres sur le thème de parfums, en plus d'un périodique bilingue intitulé Les Nouvelles de l'Osmothèque, disponible en ligne et à la librairie de l'Osmothèque.